# فیز (کنتاکی)
فیز (به انگلیسی: Fies) یک منطقهٔ مسکونی در ایالات متحده آمریکا است که در شهرستان هاپکینز، کنتاکی واقع شده‌است. فیز ۱۳۹٫۹ متر بالاتر از سطح دریا قرار دارد.